# Westville (Indiana)
Pour les articles homonymes, voir Westville.
Westville est une municipalité américaine située dans le comté de LaPorte en Indiana. Lors du recensement de 2010, sa population est de 5 853 habitants.

## Géographie
Westville se trouve dans le nord de l'Indiana, à proximité de l'aire métropolitaine de Chicago.
Selon le Bureau du recensement des États-Unis, la municipalité s'étend en 2010 sur une superficie de 3,09 milles carrés (8 km2).

## Histoire

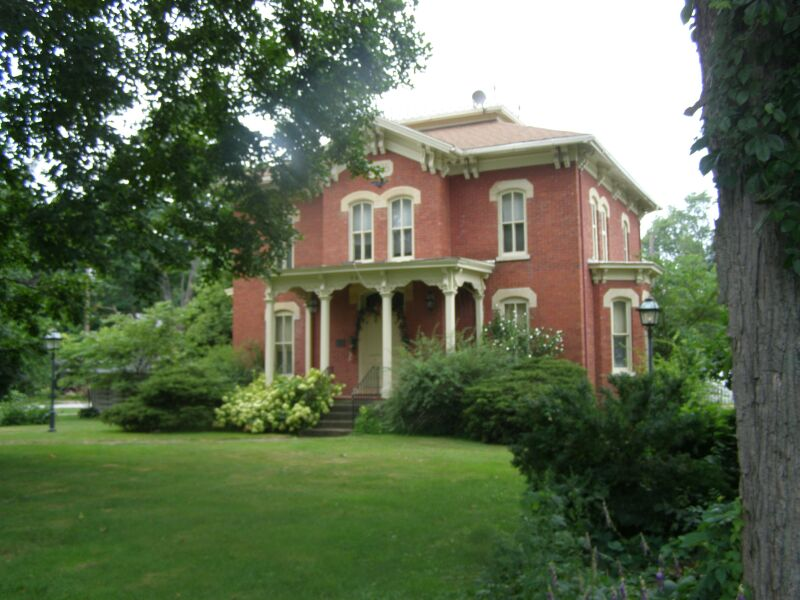
La maison d'Everel S. Smith.

Miriam Benedict est considérée comme la première habitante de Westville. Elle s'y installe en 1829 pour éviter une loi de l'Illinois interdisant à une veuve de conserver la garde de ses enfants.
Westville est fondée en 1851. Située à l'intersection de deux lignes de chemin de fer, elle se développe rapidement à la fin de la guerre de Sécession et devient une municipalité en 1864,.
La maison d'Everel S. Smith est inscrite au Registre national des lieux historiques. Construite en 1879 pour Smith, qui possède la seule banque de la ville, il s'agit du meilleur exemple de style italianisant de Westville.
Depuis 1979, Westville accueille une prison d'État (Westville Correctional Facility) qui compte environ 3 000 détenus. Il s'agit du premier employeur de la ville.

## Démographie
Westville voit sa population doubler entre 2000 et 2010, les habitants du comté voisin de Porter étant attirés par le faible prix de l'immobilier et un district scolaire réputé. Sa population est estimée à 5 678 habitants au 1er juillet 2017.